# Гай Цестий Епулон
Гай Цестий Епулон (на латински: Gaius Cestius Epulo; + 12 пр.н.е.) е римски политик и сенатор от 1 век пр.н.е. по времето на император Август.

## Биография
Произлиза от плебейската фамилия Цестии. Син е на Луций Цестий от триба Публилия (tribu Publilia). Брат е на Луций Цестий, който построява моста Ponte Cestio в Рим между 60 пр.н.е. и 40 пр.н.е.
Гай Цестий Епулон е претор и народен трибун през 43 пр.н.е. и член на жреческата колегия Septemviri epulonum. Той построява запазената днес гробница Пирамидата на Цестий между 18 и 12 пр.н.е.
Умира през 12 пр.н.е. На мавзолея му пише:
C(aius) CESTIUS L(ucii) F(ilius) POB(lilia) EPULO PR(aetor) TR(ibunus) PL(ebis)
VII VIR EPULONUM